# 吉爾基鎮區 (阿肯色州耶爾縣)
吉爾基鎮區（英語：Gilkey Township）是位於美國阿肯色州耶爾縣的一個行政鎮區。

## 地方資料
吉爾基鎮區的面積為42.73平方千米，當中陸地面積為42.58平方千米，而水域面積為0.15平方千米。根據2010年美國人口普查的數據，當地共有人口215人，而人口密度為每平方千米5.03人。